# Varbóc
Varbóc là một thị trấn thuộc hạt Borsod-Abaúj-Zemplén, Hungary. Thị trấn này có diện tích 10,1 km², dân số năm 2010 là 47 người, mật độ 5 người/km².